# Lokale Gemeinschaften

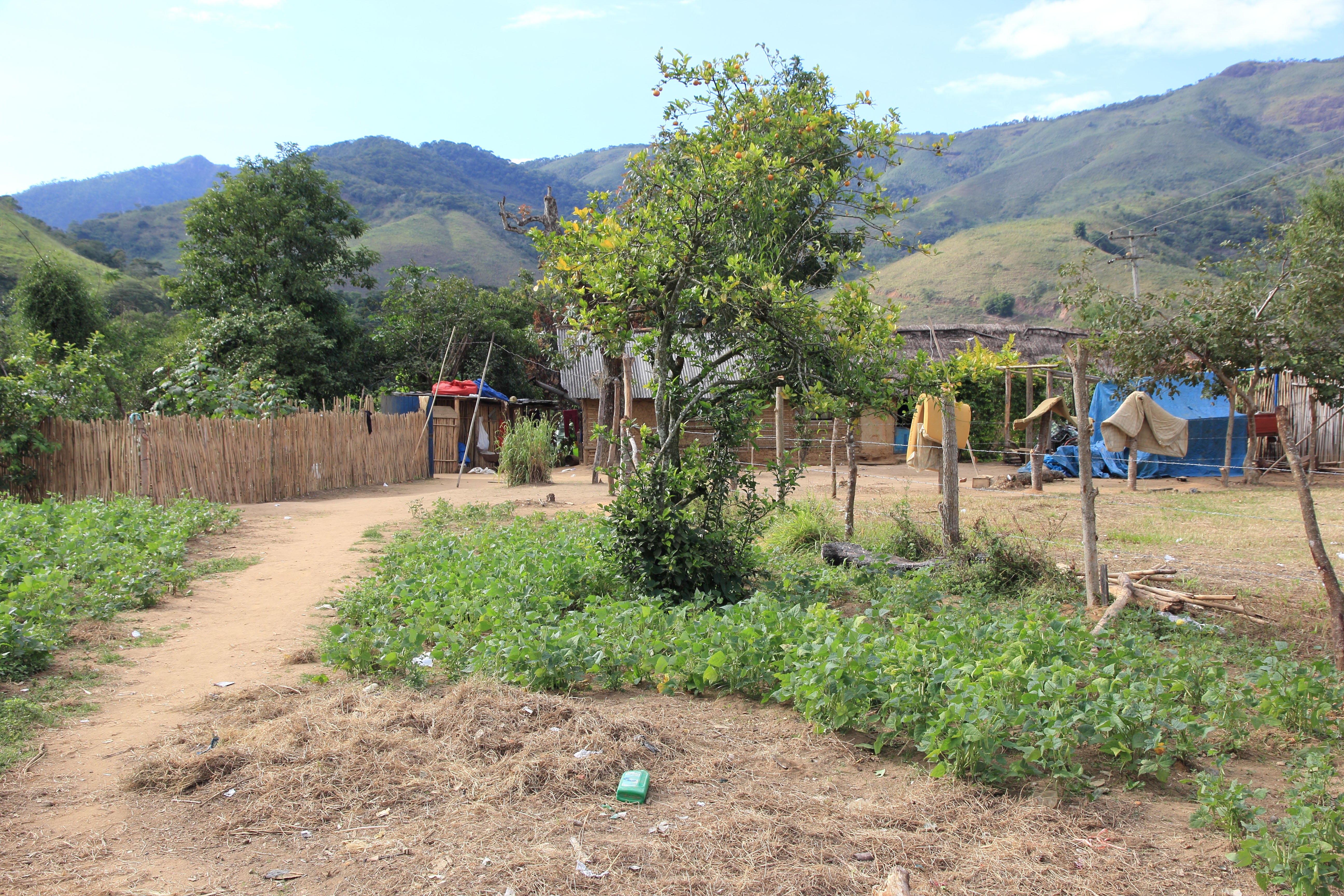
In den so genannten Quilombos Brasiliens leben die Nachfahren afrikanischer Sklaven als nicht indigene lokale Gemeinschaften mit traditionellen Wirtschaftsweisen

Die Bezeichnung lokale Gemeinschaften wird für kleine, zusammengehörige Bevölkerungsgruppen verwendet, die mit Hilfe traditioneller Wirtschaftsweisen – sprich: ohne den Einsatz industrieller Technologien – eine potentiell bedarfswirtschaftlich orientierte Lebensweise führen (Subsistenzwirtschaft). Dabei kann es sich beispielsweise um Bauern, Fischer, Jäger und Sammler, ländliche Gemeinschaften oder Nomadengruppen handeln. Bis in die 1980er Jahre wurden solche Gruppen noch unter der Bezeichnung „Naturvölker“ zusammengefasst, die in populären Veröffentlichungen immer noch zu finden ist. Der Begriff wurde jedoch als abwertend und irreführend (zumeist im Sinne von „kulturlose Völker“) aus der Wissenschaft verbannt. Indes existiert im englischsprachigen Raum der Begriff Ecosystem people (Ökosystem-Menschen), der für Menschen steht, die von einem oder wenigen benachbarten Ökosystemen leben. In diesem Sinne sind auch die Mitglieder lokaler Gemeinschaften „Ökosystem-Menschen“.
In der Konvention über die biologische Vielfalt der Vereinten Nationen (UNCED) wird der synonyme Terminus „Indigene und lokale Gemeinschaften mit traditionellen Wirtschaftsformen“ verwendet.

## Begriffsfindung
Die Bezeichnung „lokale Gemeinschaften“ (engl. Local Communities) wurde auf internationaler Ebene erstmals 1995 vom amerikanischen Anthropologen und Biologen Darrell Addison Posey vorgeschlagen. Sie wird mittlerweile auch als Alternative für „indigene Gemeinschaften“ verwendet – allerdings gibt es drei wesentliche Unterschiede:
1. Indigene sind vorrangig die Nachkommen der ursprünglichen autochthonen Bevölkerung („einheimisch, eingeboren“). Auch heute noch empfinden sie häufig eine spirituelle Bindung zu ihren Lebensräumen, auf die sie nicht selten Landrechtsansprüche geltend machen. Die Bezeichnung „indigen“ trägt immer eine politische Bedeutung, die mit Forderungen nach Selbstbestimmung und Mitwirkung verbunden ist, die von den Betreffenden selbst geäußert werden. Die Bezeichnung lokale Gemeinschaften umfasst dagegen auch solche nicht indigenen Bevölkerungsteile, die während der Kolonisierung in neue Wohngebiete vertrieben wurden und die kein eigenes politisches Selbstverständnis haben, beispielsweise in Brasilien die Nachfahren schwarzer Sklaven (Quilombolas) oder die Kautschukzapfer.[1]
2. Die Bezeichnung lokale Gemeinschaft zielt bewusst nur auf Bruchteile eines Volkes und nicht auf ganze Völkerschaften (wie der aufgegebene Begriff „Naturvölker“, der auch in diesem Sinne unkorrekt ist). Indigene Ethnien sind heute weniger homogen denn je und häufig geht nur noch ein kleiner Teil ihrer Angehörigen in lokalen Dörfern dem traditionellen Leben nach.
3. Im Gegensatz zu den lokalen Gemeinschaften werden mit „Ökosystem-Menschen“ nicht nur indigene oder ethnisch abgrenzbare Dorfgemeinschaften bezeichnet, sondern überdies große Bevölkerungsteile vieler sogenannter Entwicklungsländer, die traditionell subsistenzorientiert wirtschaften.
4. Während lokale Gemeinschaften per Definition potentielle Selbstversorger sein müssen, ist die (heutige) Lebens- oder Wirtschaftsweise kein Kriterium für indigene Völker.

Insbesondere von afrikanischen Staaten wird die Bezeichnung lokal statt indigen bevorzugt, da die autochthone (ursprüngliche) Bevölkerung in fast ganz Afrika die Mehrheit darstellt.
In der Biodiversitätskonvention der Vereinten Nationen (UNCED) wird seit 1993 für ein besseres Verständnis die Beschreibung „indigene und lokale Gemeinschaften mit traditionellen Wirtschaftsformen“ verwendet.

## Traditionelle Subsistenzwirtschaft und Biodiversität
Lokale Gemeinschaften betreiben traditionelle Wirtschaftsformen, sie bauen Feldfrüchte an oder züchten Vieh, häufig ergänzt durch Jagd und Fischfang. Sie nutzen wenig domestizierte, traditionelle Pflanzen- und Tierarten als Nahrungs- und Arzneimittel, Brenn- und Werkstoffe. Dabei werden in der Regel weder moderne Maschinen noch Düngemittel eingesetzt. Eine Vermarktung der Produkte findet meist nur in sehr geringem Maß statt, da in erster Linie für den eigenen Unterhalt gewirtschaftet wird (Subsistenzwirtschaft). Dies führt dazu, dass biologische Vielfalt erhalten und vergrößert wird.
Wenn die natürliche Umwelt dieser Gruppen zu stark beeinträchtigt wird, geht nicht nur Biodiversität verloren, sondern auch ein wesentlicher Teil des kulturellen Zusammenhalts. Solche Beeinträchtigungen geschehen vor allem durch den staatlich erlaubten Raubbau an den natürlichen Ressourcen durch nationale oder multinationale Konzerne oder durch die Abkehr der Einheimischen von der Subsistenzwirtschaft, beispielsweise durch die Einführung moderner landwirtschaftlicher Methoden und Überproduktion zur Teilnahme an der Marktwirtschaft.

## Fehlende Rechtssicherheit
Die Angehörigen lokaler Gemeinschaften verfügen vielfach über ein reichhaltiges traditionelles Wissen über heimische Pflanzen und Tiere. Durch die wirtschaftliche Globalisierung werden diese Menschen immer häufiger Ziel von Forschungsprojekten der Industrienationen, beispielsweise auf der Suche nach neuen Medikamenten oder Nahrungsmittelpflanzen. Oft werden die Urheber dabei übervorteilt oder haben überhaupt keinen Nutzen von den patentierten „Entdeckungen“ der westlichen Welt.
Menschenrechtsorganisationen und die internationale Staatengemeinschaft bemühen sich daher, gesetzliche Rahmenbedingungen zu schaffen, um diesem Missstand entgegenzuwirken. Bislang existiert in dieser Hinsicht international noch keine Rechtssicherheit für lokale Gemeinschaften.
Vor allem werden die folgenden drei zentralen Rechte gefordert:
- uneingeschränkte Kontrolle über die traditionellen Produktionsmittel (beispielsweise Saatgut)
- Anspruch auf eine angemessene Teilhabe am Gewinn, der aus dem traditionellen Wissen entsteht
- langfristige Rechtssicherheit auf das bebaute oder anderweitig genutzte Land

Die derzeitige Entwicklung lässt allerdings befürchten, dass rechtliche Voraussetzungen zu spät verabschiedet werden oder vor Ort nur ungenügend durchgesetzt werden können.
Auch auf nationaler Ebene gibt es bisher nur in wenigen Ländern rechtliche Fortschritte für lokale Gemeinschaften. Hier ist insbesondere Brasilien zu erwähnen, wo seit 2007 das rechtlich bindende Dekret für „Traditionelle Völker und Gemeinschaften“ existiert. Der Sozialwissenschaftler Dieter Gawora von der Universität Kassel setzt sich im Austausch mit Wissenschaftlern aus anderen Ländern dafür ein, diese brasilianische Bezeichnung und ihre konkrete Definition für lokale Gemeinschaften auf internationaler Ebene zu etablieren, um den Prozess der Rechtsfindung zu beschleunigen.